# إدوارد باريت
إدوارد باريت (بالإنجليزية: Edward Barrett)‏ (11 يونيو 1846 بإنجلترا في المملكة المتحدة - 23 ديسمبر 1923 بلندن في الإمبراطورية الرومانية) هو لاعب كريكت بريطاني (وحمل سابقاً جنسية المملكة المتحدة لبريطانيا العظمى وأيرلندا). لعب مع نادي مقاطعة هامبشاير للكريكت ‏.